# Mabi Revuelta
Mabi Revuelta Sierra (Bilbao, 18 de agosto de 1967) es una artista plástica.

## Biografía
Se licenció en Bellas Artes en la Universidad del País Vasco en 1990. Desde entonces comienza a exhibir su trabajo de forma profesional exponiendo regularmente en galerías, centros de arte, ferias y museos nacionales e internacionales, haciendo compatible su carrera como artista plástica con la enseñanza y la investigación en nuevas pedagogías del arte.
Desde 2000 hasta 2003 ha vivido en Nueva York, donde ha completado su formación en el International Studio & Curatorial Program en 2003 con una Beca de la Fundación Marcelino Botín. En 2016, se instala de nuevo en Bilbao y comienza una nueva línea de investigación y creación artística gracias a la concesión de una Ayuda de la Fundación BBVA. Ha ganado el Premio Gure Artea 2016 como reconocimiento a su actividad creativa.

## Trayectoria profesional
Fue profesora de Escultura y Proyectos en la Escuela de Arte de Pamplona y ha impartido Talleres y Seminarios de Máster en las Facultades de Bellas Artes de Cuenca y de la Universidad del País Vasco (UPV/EHU). Ha realizado talleres específicos para instituciones como Azkuna Zentroa de Bilbao o la Fundación Troconiz Santacoloma de Portugalete. Ha desarrollado el prototipo de artEducación PlayTime: un proyecto para acercar el Arte y la Cultura Visual a la ciudadanía.
Ha expuesto sus trabajos en el Museo Guggenheim Bilbao; ISCP, New York; Instituto Cervantes de Pekín, China y Tokio, Japón; Museo Erótico, New York; Museo TEA, Tenerife; Casa Encendida, Madrid o la Fundación BilbaoArte.
En 2015 expone individualmente en el Museo ARTIUM de Vitoria una muestra titulada Juguetes irrompibles, donde recorre sus siete últimos años de investigación plástica en torno a la problemática de la Educación desde el Arte. En esta exposición la artista trata de expandir el libro y las enseñanzas escolares hacia los territorios del juego como elemento constructivo y del juguete como herramienta para el desarrollo cultural.
Entre 2020 y 2021 tiene lugar su exposición Entre 2020 y 2021 expuso Acrobática. Una partida inmortal en el Azkuna Zentroa de Bilbao y posteriormente en Tabacalera Promoción del Arte en Madrid. 
Su obra se encuentra en colecciones privadas y en museos e instituciones públicas como TEA Tenerife Espacio de las Artes; International Museum of Women de San Francisco, California; Fundación Marcelino Botín, Santander; Fundación BilbaoArte, Bilbao; Museo ARTIUM, Vitoria; Museo de Navarra, Pamplona; Ayuntamiento de Pamplona; Instituto de la Juventud; Diputación Foral de Bizkaia, Universidad del País Vasco o Diputación Provincial de Segovia.

## Obra
- Geómetra, Museo Artium, Vitoria, 2015

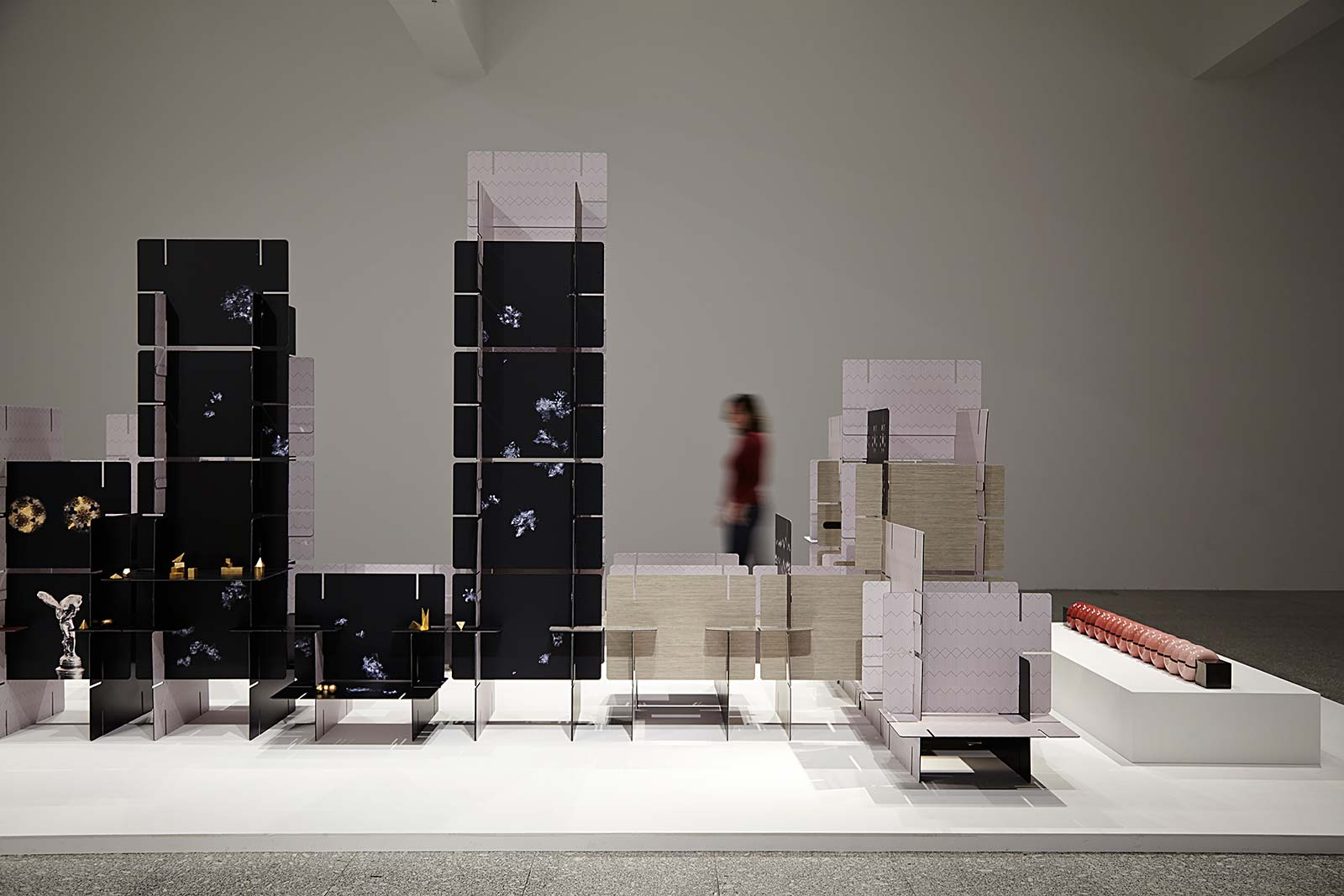
- Juguetes irrompibles Artium, Centro-Museo Vasco de Arte Contemporáneo, Vitoria — 2015

- ABECEDA, Ballet triádico,Teatro Arriaga, Bilbao, 2009[9]

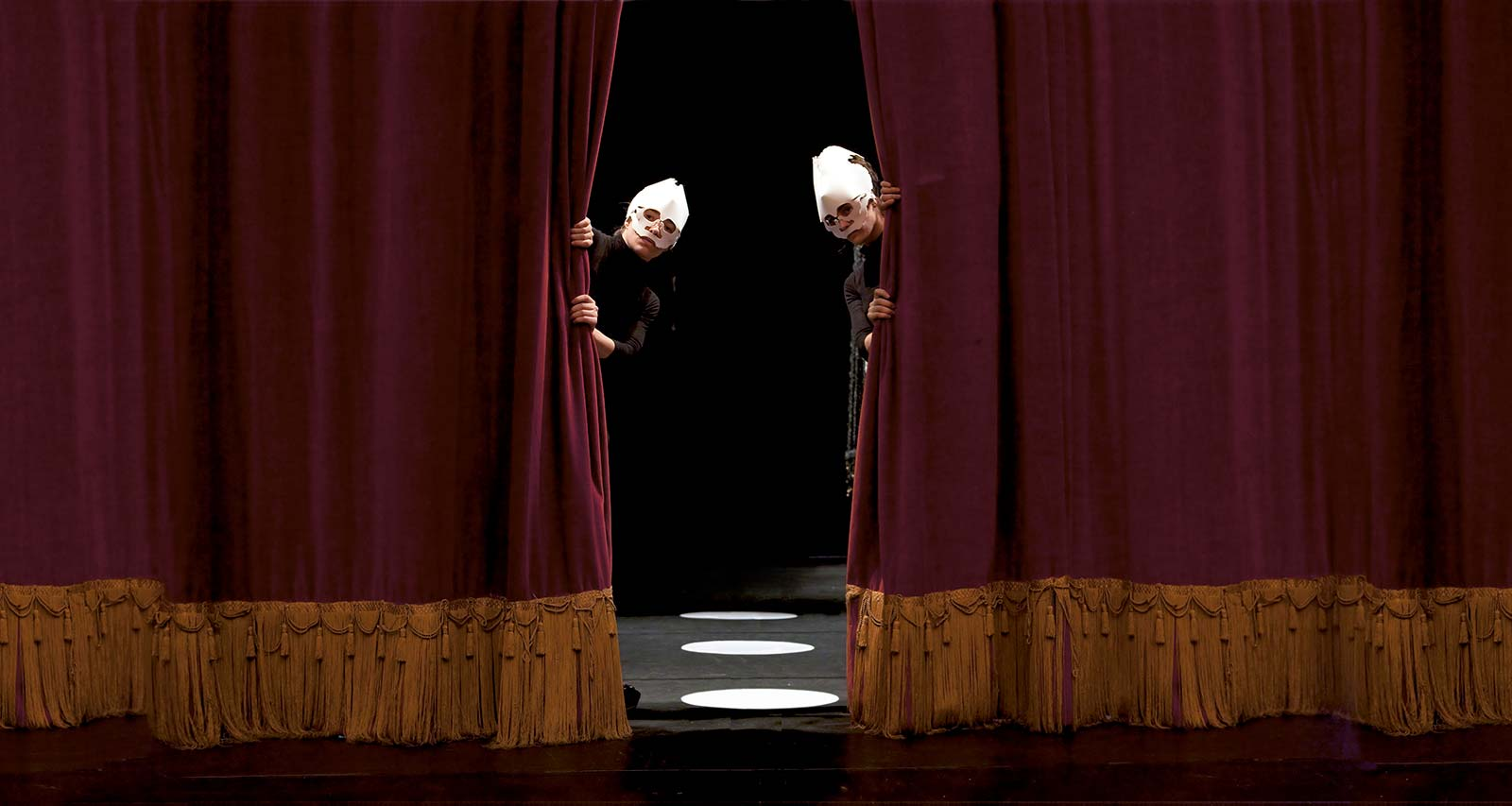
ABECEDA, Ballet triádico Estreno del ballet en el Teatro Arriaga, Bilbao — 2009

- Los amantes ilusorios, Sala Bastero, Andoáin, 2005[10]

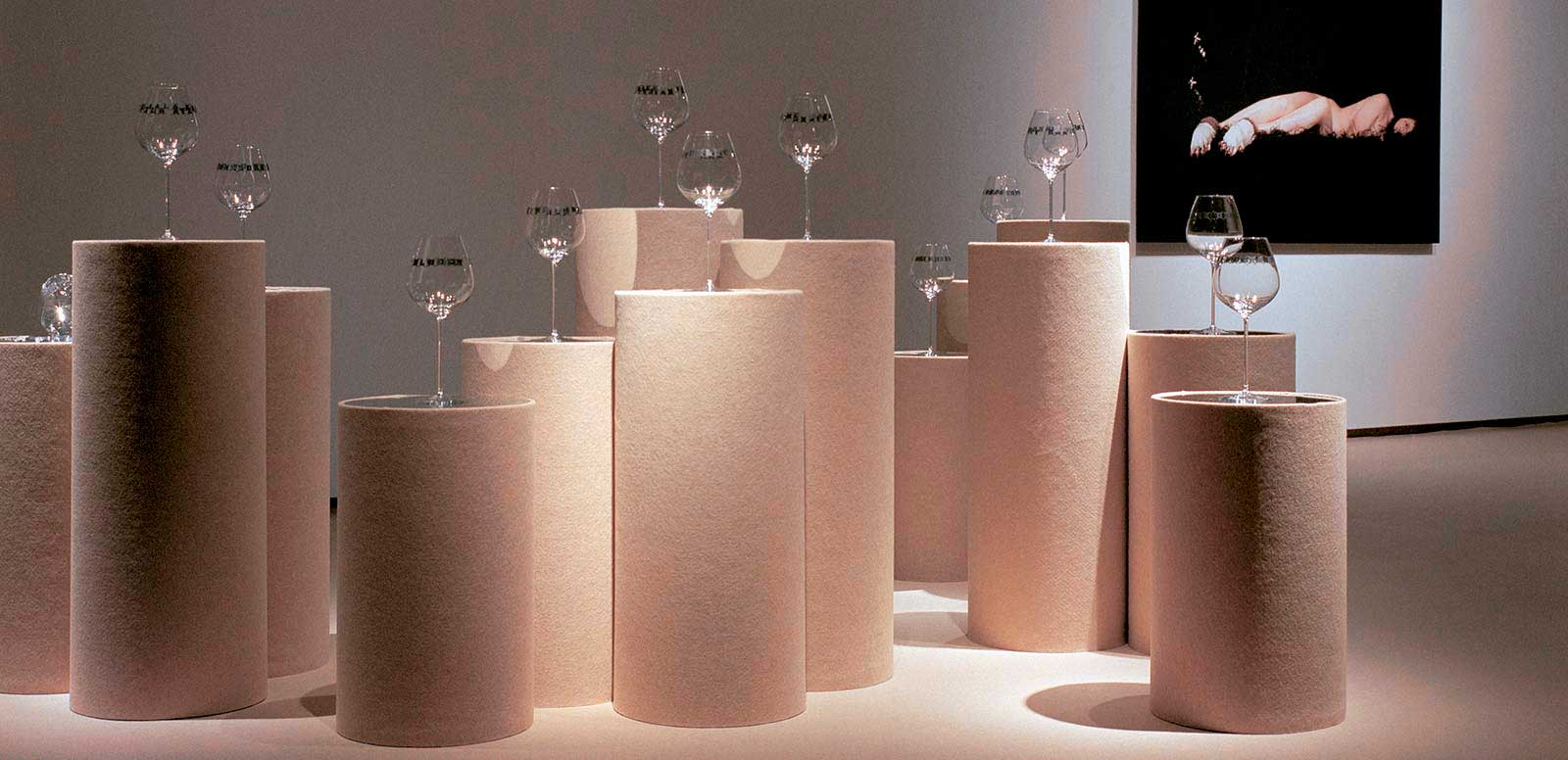
My Favorite Dress of Nothing Sala Bastero, Andoáin — 2005

- Rizos de Medusa, Museo Guggenheim Bilbao, 2000[11]